# Georgij Sajadow
Georgij Waganowicz Sajadow (ros. Георгий Ваганович Саядов; ur. 18 września 1931 w Baku) – radziecki zapaśnik walczący w stylu wolnym. Olimpijczyk z Helsinek 1952, gdzie zajął czwarte miejsce w kategorii 52 kg.
Pierwszy w Pucharze Świata w 1958 roku.
Mistrz Związek Socjalistycznych Republik Radzieckich w 1953 i 1958; drugi w 1955, 1956, 1957 i 1959; trzeci w 1954 roku.
Jego brat Armais Sajadow był również zapaśnikiem, olimpijczykiem z Tokio 1964.